# Assérac
Assérac település Franciaországban, Loire-Atlantique megyében. Lakosainak száma 1881 fő (2022. január 1.). Assérac Férel, Camoël, Pénestin, Herbignac, Mesquer és Saint-Molf községekkel határos.

## Népesség
A település népességének változása:
| Lakosok száma | 1151 | 1128 | 1239 | 1668 | 1797 | 1801 | 1790 | 1847 | 1875 | 1881 |
|               | 1968 | 1982 | 1990 | 2006 | 2013 | 2015 | 2017 | 2019 | 2020 | 2022 |